# Pélissanne
Pélissanne – miejscowość i gmina we Francji, w regionie Prowansja-Alpy-Lazurowe Wybrzeże, w departamencie Delta Rodanu.
Według danych na rok 1990 gminę zamieszkiwało 7341 osób, a gęstość zaludnienia wynosiła 384 osoby/km² (wśród 963 gmin regionu Prowansja-Alpy-W. Lazurowe Pélissanne plasuje się na 89. miejscu pod względem liczby ludności, natomiast pod względem powierzchni na miejscu 512.).